# Głębowice (województwo dolnośląskie)
Głębowice (niem. Glumbowitz, w latach 1937–1945  Alteichenau) – wieś w Polsce położona w województwie dolnośląskim, w powiecie wołowskim, w gminie Wińsko.

## Podział administracyjny
W latach 1954–1972 wieś należała i była siedzibą władz gromady Głębowice. W latach 1975–1998 miejscowość administracyjnie należała do województwa wrocławskiego.

## Demografia
Według Narodowego Spisu Powszechnego (III 2011 r.) liczyły 462 mieszkańców. Jest trzecią co do wielkości miejscowością gminy Wińsko.

## Fauna
Od roku 2008 na łąkach koło Głębowic wypuszczane są susły moręgowane, w ramach programu przywracania tego gatunku faunie Polski, realizowanego przez Polskie Towarzystwo Ochrony Przyrody "Salamandra".

## Zabytki

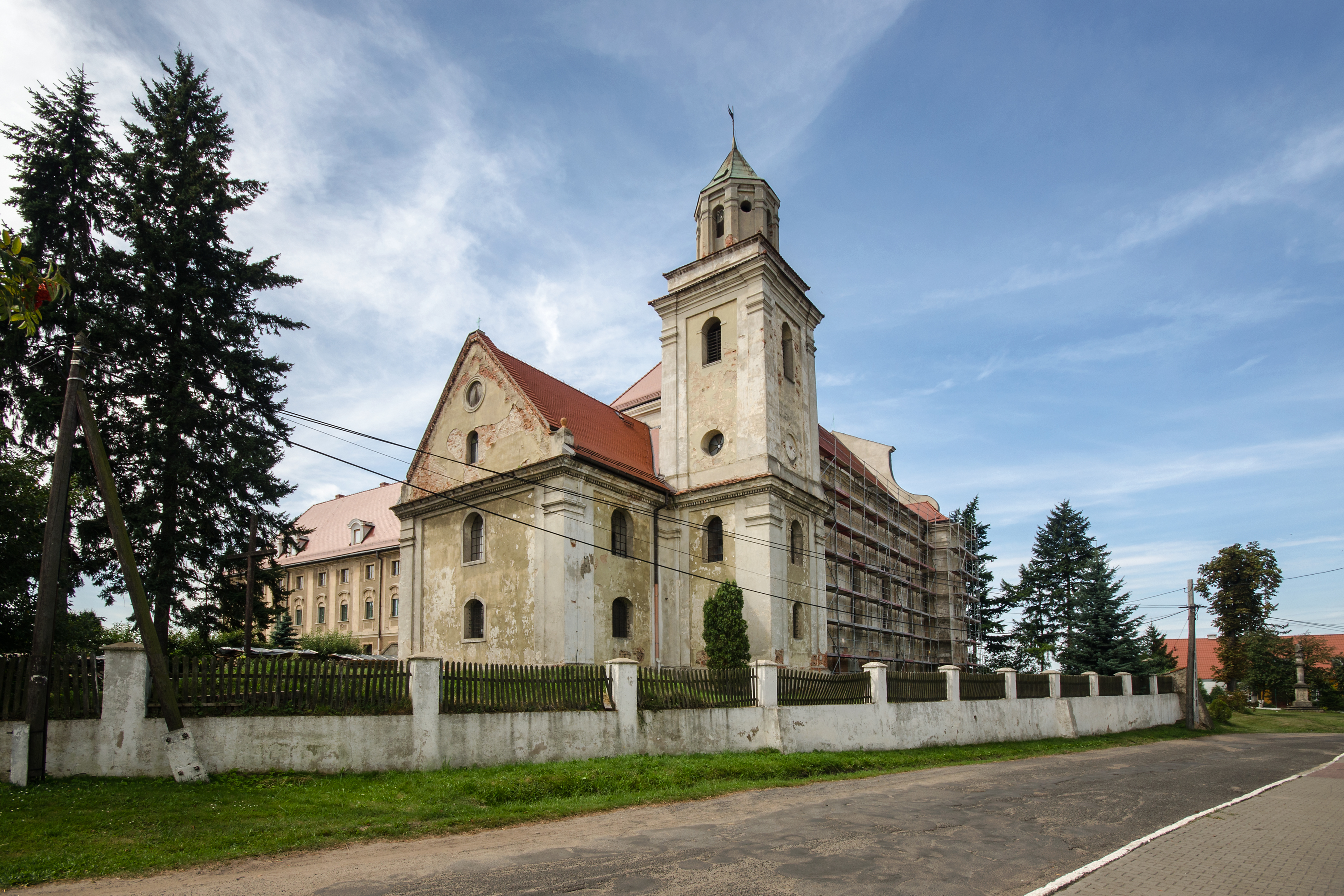
Kościół św. Eliasza Proroka w Głębowicach

Do wojewódzkiego rejestru zabytków wpisane są:
- zespół klasztorny karmelitów, z lat: 1676-1686, 1743-1746
  - kościół pw. św. Eliasza Proroka, obecnie parafialny pw. Najświętszej Marii Panny z Góry Karmel
  - klasztor
- zespół pałacowy, z pierwszej połowy XIX w., przebudowany w początkach XX w.:
  - pałac
  - park